# Pakistanische Cricket-Nationalmannschaft in Neuseeland in der Saison 2023/24
Die Tour der pakistanischen Cricket-Nationalmannschaft nach Neuseeland in der Saison 2023/24 fand vom 12. bis zum 21. Januar 2024 statt. Die internationale Cricket-Tour war Bestandteil der Internationalen Cricket-Saison 2023/24 und umfasste fünf Twenty20s. Neuseeland gewann die Serie mit 4−1.

## Vorgeschichte
Neuseeland bestritt zuvor eine Tour gegen Bangladesch, Pakistan gegen Australien. Das letzte Aufeinandertreffen der beiden Mannschaften bei einer Tour fand in der Saison 2022/23 in Pakistan statt.

## Stadien
Die folgenden Stadien wurden für die Tour als Austragungsorte vorgesehen.
| Stadion         | Stadt        | Kapazität | Spiele      |
| --------------- | ------------ | --------- | ----------- |
| Eden Park       | Auckland     | 50.000    | 1. T20      |
| Hagley Oval     | Christchurch | 20.000    | 4. & 5. T20 |
| University Oval | Dunedin      | 06.000    | 3. T20      |
| Seddon Park     | Hamilton     | 10.000    | 2. T20      |

## Kaderlisten
Pakistan benannte seinen Kader am 19. Dezember 2023.
Neuseeland benannte seinen Kader am 3. Januar 2024.
| Twenty20 | Twenty20 |
| Neuseeland | Pakistan |
| --- | --- |
| - Kane Williamson (K) - Finn Allen - Mark Chapman - Josh Clarkson - Devon Conway (wk) - Lockie Ferguson - Matt Henry - Adam Milne - Daryl Mitchell - Glenn Phillips - Mitchell Santner - Ben Sears - Tim Seifert (wk) - Ish Sodhi - Tim Southee | - Shaheen Afridi (K) - Mohammad Rizwan (VK, wk) - Aamer Jamal - Abbas Afridi - Abrar Ahmed - Azam Khan - Babar Azam - Fakhar Zaman - Haris Rauf - Haseebullah Khan (wk) - Iftikhar Ahmed - Mohammad Nawaz - Mohammad Wasim Jr. - Sahibzada Farhan - Saim Ayub - Usama Mir - Zaman Khan |

## Twenty20 Internationals

### Erstes Twenty20 in Auckland
| 12. Januar Scorecard | Auckland | Neuseeland 226-8 (20)          | – | Pakistan 180 (18) |
|                      |          | Neuseeland gewinnt mit 46 Runs |   |                   |

Pakistan gewann den Münzwurf und entschied sich als Feldmannschaft zu beginnen. Als Spieler des Spiels wurde Daryl Mitchell ausgezeichnet.

### Zweites Twenty20 in Hamilton
| 14. Januar Scorecard | Hamilton | Neuseeland 194-8 (20)          | – | Pakistan 173 (19.3) |
|                      |          | Neuseeland gewinnt mit 21 Runs |   |                     |

Pakistan gewann den Münzwurf und entschied sich als Feldmannschaft zu beginnen. Als Spieler des Spiels wurde Finn Allen ausgezeichnet.

### Drittes Twenty20 in Dunedin
| 17. Januar Scorecard | Dunedin | Neuseeland 224-7 (20)          | – | Pakistan 179-7 (20) |
|                      |         | Neuseeland gewinnt mit 45 Runs |   |                     |

Pakistan gewann den Münzwurf und entschied sich als Feldmannschaft zu beginnen. Als Spieler des Spiels wurde Finn Allen ausgezeichnet.

### Viertes Twenty20 in Christchurch
| 19. Januar Scorecard | Christchurch (HO) | Pakistan 158-5 (20)              | – | Neuseeland 159-3 (18.1) |
|                      |                   | Neuseeland gewinnt mit 7 Wickets |   |                         |

Neuseeland gewann den Münzwurf und entschied sich als Feldmannschaft zu beginnen. Als Spieler des Spiels wurde Daryl Mitchell ausgezeichnet.

### Fünftes Twenty20 in Christchurch
| 21. Januar Scorecard | Christchurch (HO) | Pakistan 134-8 (20)          | – | Neuseeland 92 (17.2) |
|                      |                   | Pakistan gewinnt mit 42 Runs |   |                      |

Pakistan gewann den Münzwurf und entschied sich als Schlagmannschaft zu beginnen. Als Spieler des Spiels wurde Iftikhar Ahmed ausgezeichnet.

## Auszeichnungen

### Player of the Series
Als Player of the Series wurden der folgende Spieler ausgezeichnet.
| Serie    | Player of the Series |
| -------- | -------------------- |
| Twenty20 | Finn Allen           |

### Player of the Match
Als Player of the Match wurden die folgenden Spieler ausgezeichnet.
| Spiel       | Player of the Match |
| ----------- | ------------------- |
| 1. Twenty20 | Daryl Mitchell      |
| 2. Twenty20 | Finn Allen          |
| 3. Twenty20 | Finn Allen          |
| 4. Twenty20 | Daryl Mitchell      |
| 5. Twenty20 | Iftikhar Ahmed      |